# میلان، کبک
میلان (به فرانسوی: Milan) شهری در منطقه شهری لو گرانیت ناحیه استری در استان کبک کانادا است. در سرشماری سال ۲۰۱۱ این شهر ۳۲۹ نفر جمعیت داشته‌است و مساحت آن ۱۳۰٫۰۶ کیلومتر مربع است.